# Caterinetta

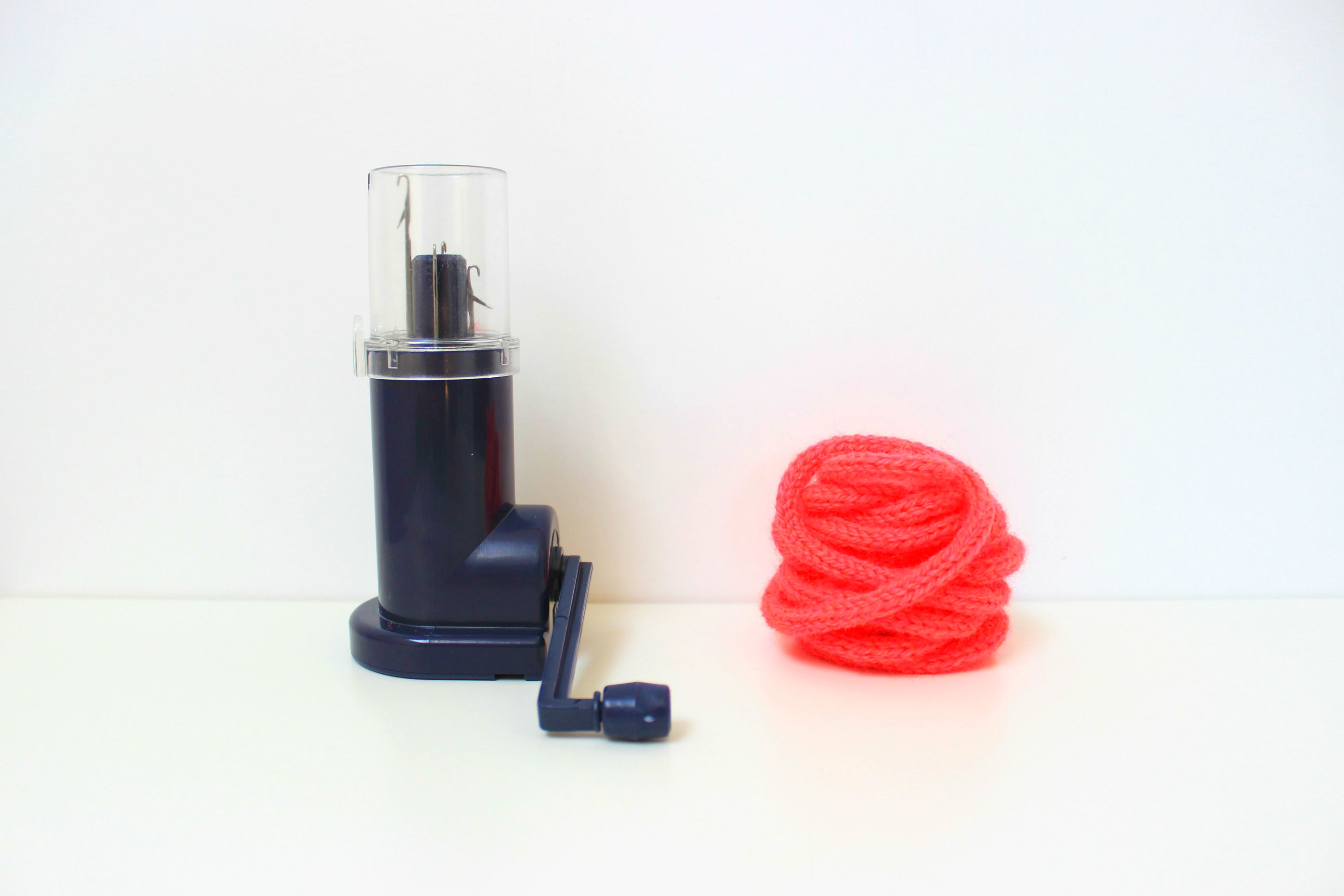
Mulinetto da maglia automatico

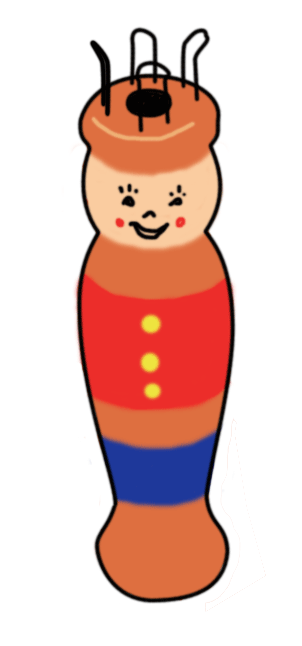
Il disegno di una caterinetta

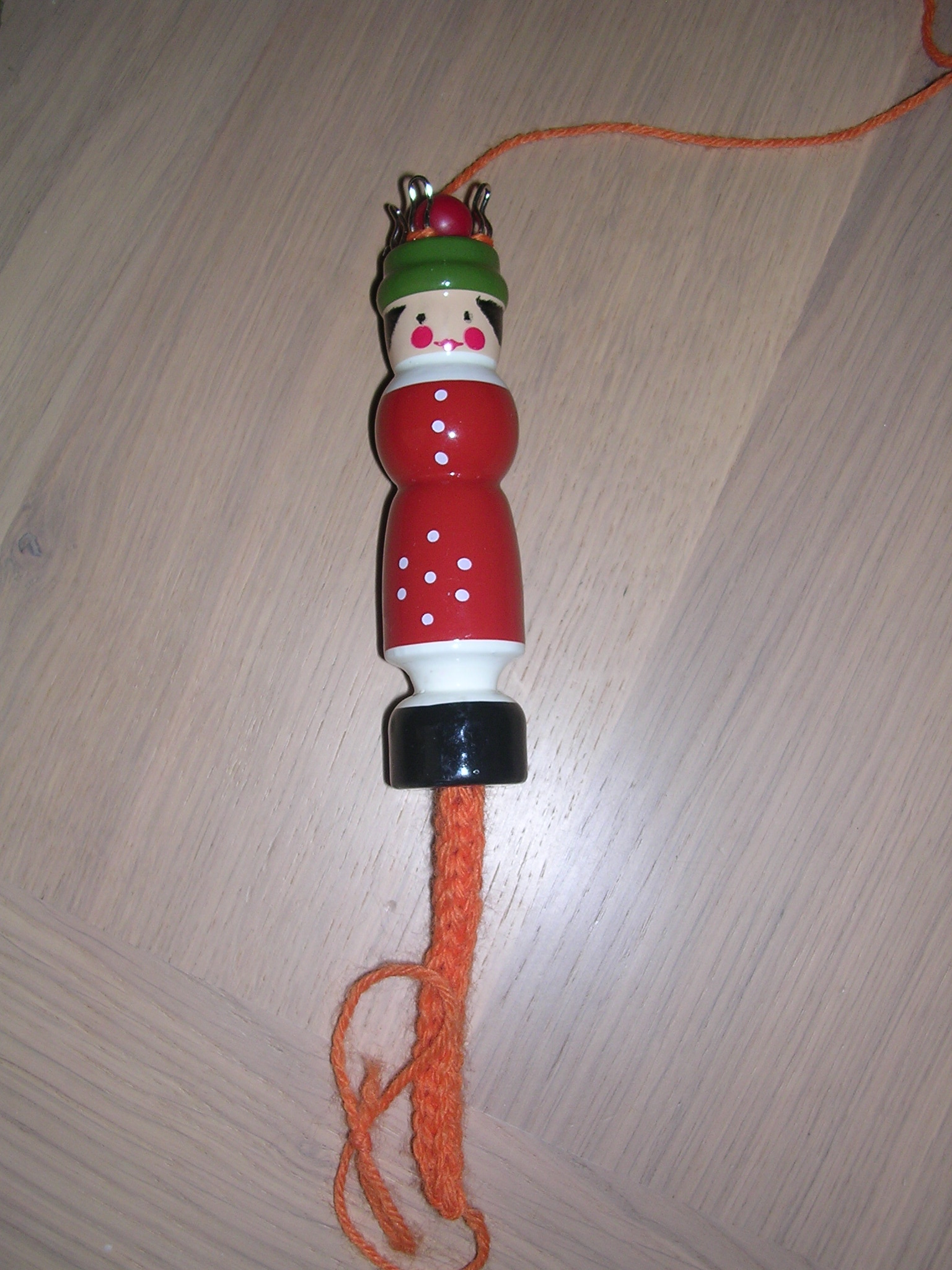
Caterinetta con cordella

Una caterinetta (o anche tricottino) è un piccolo attrezzo utilizzato nei lavori a maglia per creare delle cordelle tubolari (in lana o altri filati).
L'etimologia del termine si deve probabilmente all'appellativo caterinetta (vezzeggiativo di Caterina) utilizzato in Francia (catherinette) ed in Piemonte come sinonimo di sartina e giovane donna da marito (derivato da santa Caterina di Alessandria, protettrice delle apprendiste sarte ).
L'attrezzo è costituito da un rocchetto, solitamente in legno, sormontato da quattro ganci o chiodini, che servono per fissare il filo, che viene lavorato con un grosso ago.
Generalmente lo strumento è manuale, ma ne esistono anche versioni meccanizzate provviste di manovella . La differenza principale fra la caterinetta manuale e quella a manovella è che con quest'ultima si riesce a creare un tubolare molto più velocemente. 
La caterinetta, in numerosi varianti con fattezze umane, è utilizzata anche come gioco e passatempo per bambini.

## Istruzioni di utilizzo
Per utilizzarlo, si può iniziare passando il filo dall'alto facendolo uscire in basso, poi si arrotola il filo ad ogni gancetto e si gira ancora per formare la maglia attorno a ciascun gancio e poi si spinge la maglia formata all'interno della caterinetta . 
La caterinetta automatica è differente nel funzionamento. Ha 4 uncini al posto dei chiodini, che si muovono dall'alto verso il basso attraverso l'utilizzo di una manovella. Prima di iniziare è necessario controllare che gli uncini siano aperti, altrimenti va fatto manualmente. Per utilizzarlo si fa passare il filo nell'apposita guida e lo si fa scorrere al centro del mulinetto da maglia. A questo punto si inizia a girare lentamente la manovella facendo passare il filo sotto i ganci in modo alternato (un gancio sì ed uno no). Alla fine del primo giro si crea un cappio al capo del filo e si applica il pesetto in dotazione. Si continua a girare la manovella facendo agganciare il filo sotto tutti gli uncini. Dopo 3-4 giri si può girare la manovella più velocemente. Quando si raggiunge la lunghezza del tubolare desiderata si ruota la manovella all'inverso per far uscire la lana dagli uncini e si chiude aiutandosi con un uncinetto. Per il mulinetto automatico è molto importante la scelta del filato, che deve essere poco ritorto e non più spesso di 3,5 mm altrimenti non scorrerebbe correttamente e rimarrebbe facilmente impigliato fra gli uncini.
La cordella può essere usata in molte applicazioni creative , come collane, bracciali e manici di borse. La lunghezza del tubolare è illimitata perché alla fine del gomitolo se ne può unire un altro con un nodo e proseguire.

## Nomi in altre lingue
- (DE)  Strick-Bärbel / Strickliesel
- (FR)  Tricotin / Tricoteuse
- (EN)  Knit spool
- (NL)  Punnik klosje